# Analiticidad de las funciones holomorfas
En análisis complejo, el objeto de estudio principal son las funciones holomorfas. Un resultado fundamental de esta rama de las matemáticas es que toda función holomorfa es analítica, hecho cuyo análogo en funciones de variable real no es cierto. De esto se deducen múltiples corolarios que distinguen el análisis complejo del análisis real.

## Introducción

### Definición de función holomorfa
Una función {\displaystyle f} que tome valores complejos en un abierto {\displaystyle U} del plano complejo ({\displaystyle f\colon U\subseteq \mathbb {C} \rightarrow \mathbb {C} }) se llama diferenciable en un punto {\displaystyle z_{0}\in U} si es derivable "en un sentido complejo", es decir, imitando la definición en el caso real, si existe el límite
{\displaystyle f'(z_{0})=\lim _{z\to z_{0}}{f(z)-f(z_{0}) \over z-z_{0}}.}
En caso de existir, a este límite se le llama derivada de {\displaystyle f} en {\displaystyle z_{0}}. Si hay todo un disco abierto {\displaystyle D(z_{0},\varepsilon )} alrededor de {\displaystyle z_{0}} de forma que {\displaystyle f} es diferenciable en cualquier punto del disco, se dice que {\displaystyle f} es holomorfa en {\displaystyle z_{0}}. Si {\displaystyle f} es holomorfa en todos los puntos de {\displaystyle U}, se dice que {\displaystyle f} es holomorfa en {\displaystyle U}. Este tipo de funciones son el objeto de estudio principal del análisis complejo.

### Definición de función analítica
Por otro lado, una función {\displaystyle f\colon U\subseteq \mathbb {C} \rightarrow \mathbb {C} } se denomina analítica en un punto {\displaystyle z_{0}\in U} si existe un radio positivo {\displaystyle \varepsilon >0} de forma que en todo el disco {\displaystyle D(z_{0},\varepsilon )} la función {\displaystyle f} se puede expresar como una serie de potencias convergente:
{\displaystyle f(z)=\sum _{n=0}^{\infty }c_{n}(z-z_{0})^{n}\quad \forall z\in D(z_{0},\varepsilon )},
para ciertos coeficientes {\displaystyle c_{n}\in \mathbb {C} }. La función se denomina analítica en {\displaystyle U} si lo es en cada uno de sus puntos.
Se puede demostrar que las series de potencias son infinitamente derivables y se pueden derivar término a término (es decir, podemos intercambiar la derivada con el sumatorio). En particular, toda función analítica en un punto es infinitamente derivable en ese punto, y de esto se pueden obtener fórmulas concretas para cada uno de los {\displaystyle c_{n}}. Explícitamente

La función no es analítica en : su serie de Taylor es idénticamente 0, mientras que la función no lo es. Casos como este no existen en variable compleja.

{\displaystyle f(z_{0})=\sum _{n=0}^{\infty }c_{n}(z_{0}-z_{0})^{n}=c_{0}}
{\displaystyle f'(z_{0})=\sum _{n=1}^{\infty }nc_{n}(z_{0}-z_{0})^{n-1}=c_{1}}
{\displaystyle f^{(k)}(z_{0})=\sum _{n=k}^{\infty }n\cdot (n-1)\cdot \dots \cdot (n-k+1)c_{n}(z_{0}-z_{0})^{n-k}=k!c_{k}\Rightarrow c_{k}={\tfrac {f^{(k)}(z_{0})}{k!}}}
Es decir, los {\displaystyle c_{n}} son los términos de la serie de Taylor de {\displaystyle f} centrada en {\displaystyle z_{0}}. Por tanto, tenemos que una función es analítica en un punto {\displaystyle z_{0}} si y sólo si existe un entorno de {\displaystyle z_{0}} donde {\displaystyle f} coincide con su serie de Taylor (si en un entorno de {\displaystyle z_{0}} podemos aproximar arbitrariamente {\displaystyle f} por sus polinomios de Taylor centrados en {\displaystyle z_{0}}). 

### Enunciado del resultado y comparación con el caso real
El resultado de este artículo es que toda función holomorfa es analítica. Es decir, toda función "derivable en el sentido complejo" coincide con su serie de Taylor. El resultado análogo en variable real no es cierto: hay funciones infinitamente derivables que no son analíticas. El ejemplo clásico de esto es la función
{\displaystyle f(x)={\begin{cases}e^{-1/x^{2}},{\text{ si }}x\neq 0\\0,\quad \quad {\text{ si }}x=0\end{cases}}}
Todas sus derivadas en {\displaystyle x=0} son nulas, por lo que su serie de Taylor en {\displaystyle x=0} es idénticamente nula. Pero {\displaystyle f} no es idénticamente nula, por lo que no coincide con su serie de Taylor. Esto no puede suceder en funciones de variable compleja.

## Demostración
El argumento, dado por primera vez por Cauchy, se basa en la fórmula integral de Cauchy y la expansión en serie de potencias de {\displaystyle {\frac {1}{1-z}}} alrededor de {\displaystyle z=0}:
{\displaystyle {\frac {1}{1-z}}=\sum _{n=0}^{\infty }z^{n}}, siempre que {\displaystyle \vert z\vert <1}.
Para hacer la demostración, supóngase que {\displaystyle f\colon U\subseteq \mathbb {C} \rightarrow \mathbb {C} } es una función holomorfa en un punto {\displaystyle a\in U} y veamos que {\displaystyle f} es analítica en {\displaystyle a}. Podemos tomar {\displaystyle D} un disco abierto centrado en {\displaystyle a} tal que {\displaystyle f} es diferenciable en todo un entorno abierto de la adherencia de {\displaystyle D} (basta coger como {\displaystyle D} un disco un poco más pequeño que el que da la definición de holomorfía). Sea {\displaystyle C} la circunferencia, orientada positivamente (en sentido contrario de las agujas del reloj), determinada por la frontera de {\displaystyle D}, y sea {\displaystyle z} un punto en {\displaystyle D}. Empezando por la fórmula integral de Cauchy y usando la serie de potencias anterior, tenemos que (el paso {\displaystyle (*)} se justifica más abajo):
{\displaystyle {\begin{aligned}f(z)&{}={1 \over 2\pi i}\int _{C}{f(w) \over w-z}\,\mathrm {d} w\\[10pt]&{}={1 \over 2\pi i}\int _{C}{f(w) \over (w-a)-(z-a)}\,\mathrm {d} w\\[10pt]&{}={1 \over 2\pi i}\int _{C}{1 \over w-a}\cdot {1 \over 1-{z-a \over w-a}}f(w)\,\mathrm {d} w\\[10pt]&{}={1 \over 2\pi i}\int _{C}{1 \over w-a}\cdot {\sum _{n=0}^{\infty }\left({z-a \over w-a}\right)^{n}}f(w)\,\mathrm {d} w\\[10pt]&{}{\overset {(*)}{=}}\sum _{n=0}^{\infty }{1 \over 2\pi i}\int _{C}{(z-a)^{n} \over (w-a)^{n+1}}f(w)\,\mathrm {d} w.\end{aligned}}}
El paso {\displaystyle (*)}, donde intercambiamos la integral y la serie se puede justificar por convergencia uniforme como sigue. La expresión {\displaystyle f(w)/(w-a)} es continua en {\displaystyle C}, que es un conjunto compacto (cerrado y acotado). Así pues, por el teorema de Weierstraß, está acotada por un cierto número positivo {\displaystyle M}. Por otro lado, también para todo {\displaystyle w\in C}, 
{\displaystyle \left|{\frac {z-a}{w-a}}\right|\leq r<1}
para cierto {\displaystyle r} positivo, menor que 1 porque {\displaystyle z} está en el interior de {\displaystyle {\bar {D}}}, el disco cerrado de centro {\displaystyle a}, y {\displaystyle w} en su frontera, {\displaystyle C}. Por tanto, se tiene que 
{\displaystyle \left|{(z-a)^{n} \over (w-a)^{n+1}}f(w)\right|\leq Mr^{n},}
en {\displaystyle C}. La serie {\displaystyle \sum _{n=0}^{\infty }Mr^{n}} converge porque {\displaystyle \vert r\vert =r<1} (convergencia de la serie geométrica). Así pues, la prueba M de Weierstraß muestra que la serie original converge uniformemente en {\displaystyle C}, por lo que se pueden intercambiar la serie y la integral.
Volviendo a la expresión encontrada para {\displaystyle f(z)}, el factor {\displaystyle (z-a)^{n}} no depende de la variable de integración {\displaystyle w} y se puede extraer de la integral para obtener que 
{\displaystyle f(z)=\sum _{n=0}^{\infty }(z-a)^{n}{1 \over 2\pi i}\int _{C}{f(w) \over (w-a)^{n+1}}\,\mathrm {d} w,}
y esto tiene la forma deseada de serie de potencias centrada en {\displaystyle a} evaluada en {\displaystyle z}:
{\displaystyle f(z)=\sum _{n=0}^{\infty }c_{n}(z-a)^{n}},
con coeficientes
{\displaystyle c_{n}={1 \over 2\pi i}\int _{C}{f(w) \over (w-a)^{n+1}}\,\mathrm {d} w.}
Es decir, hemos encontrado una expresión de {\displaystyle f} en serie de potencias válida en todo el disco abierto {\displaystyle D} alrededor de {\displaystyle a}. Por tanto, {\displaystyle f} es analítica en {\displaystyle a}.{\displaystyle \quad \square }